# Велика Кохнівка
Вели́ка Кохні́вка — місцевість Кременчука, колишнє село. Лежить у північно-східній частині міста. Поруч розташований аеродром.

## Розташування
Велика Кохнівка на сході межує з Млинками-Лашками, на півдні — з Чередниками. На заході протікає річка Сухий Кагамлик.

## Історія
Заснована Велика Кохнівка близько 1700 року, коли землі Придніпров'я роздавалися козацькій старшині. За народними переказами першими поселенцями були козаки Кохни. Їхні перші поселення були в районі сучасних Великої Кохнівки, Малої Кохнівки, Ново-Іванівки.
Спочатку село мало назву Кохнувці. Населення було з козаків і селян. Селяни були вільні, але несли господарські повинності на військо, а козаки несли військову повинність. 
У 1863 році с. Кохнівка мала волосну управу, 331 двір і населення 2303 душі.
В документах за 1910 рік село Кохнівка йменується вже Великою Кохнівкою. Воно налічує вже 485 дворів і 2755 чоловік населення.
Постановою БУЦВК від 7 березня 23 року було утворено Кохнівський район із центром у Великій Кохнівці з Недогарської, Кохнівської і Прогребнянської волостей.
1928 року Кохнівський район ліквідовано. Створено Кременчуцький район із центром у с. Велика Кохнівка.
Село складалося з хуторів: Кагамлик, Мусіїнка, Олексіївка, Бердич, Проценки, Холодівка і Савино. Всі хутори злилися в єдиний населений пункт.
Рішенням Полтавського облвиконкому № 253 від 13 квітня 1957 року село Велика Кохнівка перейменовано в селище міського типу.
3 березня 1975 року було ліквідовано Великокохнівську селищну раду Кременчуцького району, а смт Велика Кохнівка включено до складу міста.

## Опис
У Великій Кохнівці знаходяться центральна районна лікарня,    гімназія 24.
Транспорт який обслуговує мікрорайон Велика Кохнівка:
Тролейбус 5А+, 7
Маршрутне таксі 3А
У мікрорайоні Велика Кохнівка знаходиться Укрпошта 27(пр-т.Полтавський 11)

## Персоналії
Роман Демидович Литовченко (23 липня (4 серпня) 1884 року, у родині козака хутора Олексіївки, нині у складі міста Кременчук — після грудня 1927) — провідний діяч революційного руху на Шосткинському пороховому заводі (нині місто Шостка Сумської області). Учасник першого терористичного акту у Шостці, каторжанин, за часів Української Держави — керівник українського військового загону, військовий РСЧА.
У 1943 році тут загинув Ананій Размислов — комі поет, перекладач.
Похований Алещенко Лев Миколайович (1937—2013) — український лікар-хірург, відмінник охорони здоров'я СРСР, заслужений лікар України, Почесний громадянин Кременчуцького району.